# Diakonissenkrankenhaus
Diakonissenkrankenhaus eller Diakonissesygehuset (forkortet Diako) er et sygehus beliggende i det vestlige Flensborg. Sygehuset blev oprettet i 1874, efter at et allerede eksisterende hospital blev overtaget. Institutionen består i dag af mange forskellige afdelinger, institutter og klinikker i det nordlige Slesvig-Holsten. Klinikker findes blandt andet i Flensborg, Kappel og Nordfrisland. Diakonissesygehuset modtager årligt cirka 41.000 patienter til indlæggelse. Sygehuset samarbejder med universitet i Kiel med hensyn til lægeuddannelse og forskning. Der er ansat ca. 2750 medarbejdere. Målt på det samlede antal sengepladser er sygehuset en af de største hospitalsenheder i Slesvig-Holsten.

## Ekstern hevisning
- Officiel hjemmeside Arkiveret 18. oktober 2011 hos  Wayback Machine

54°47′24.52″N 9°25′32.95″Ø / 54.7901444°N 9.4258194°Ø